# Passignano sul Trasimeno
Passignano sul Trasimeno (Passignén tal laco in vernacolo) è un comune italiano di 5 703 abitanti della provincia di Perugia in Umbria. Sorge su un promontorio situato sulla sponda settentrionale del Lago Trasimeno e fa parte della Comunità montana dei Monti del Trasimeno e dell'Associazione dei: " I borghi più belli d'Italia"

## Geografia fisica

### Clima
Il clima di Passignano è di tipo temperato sublitoraneo con una media annuale di circa 14 °C ed è caratterizzato da inverni non particolarmente rigidi (la temperatura media sia di gennaio sia di febbraio, i mesi più freddi, è di 6 °C) ed estati con temperature elevate, ma non torride (la temperatura del mese più caldo, agosto, è di 23,5 °C). Nel corso dell'anno si registrano mediamente 40 - 41 giorni di gelo distribuiti nei mesi compresi tra ottobre e aprile. Le precipitazioni, piuttosto consistenti nella stagione autunnale, presentano una media di 546 mm annuali. Nei mesi invernali possono prodursi precipitazioni di tipo nevoso.
| Passignano sul Trasimeno (289 m s.l.m.) | Gen  | Feb  | Mar | Apr | Mag | Giu | Lug | Ago | Set | Ott | Nov | Dic | Anno |
| --------------------------------------- | ---- | ---- | --- | --- | --- | --- | --- | --- | --- | --- | --- | --- | ---- |
| Tp. max. media (°C)                     | 9    | 9    | 13  | 17  | 22  | 26  | 30  | 30  | 25  | 20  | 14  | 10  | 18,8 |
| Tp. min. media (°C)                     | 3    | 3    | 5   | 7   | 11  | 14  | 16  | 17  | 13  | 11  | 7   | 4   | 9,2  |
| Giorni di gelo                          | 10,7 | 10,7 | 7,0 | 1,0 | 0   | 0   | 0   | 0   | 0   | 0,2 | 2,8 | 8,5 | 40,9 |
| Precipitazioni (mm)                     | 49   | 47   | 45  | 59  | 47  | 29  | 21  | 16  | 39  | 54  | 77  | 63  | 54   |
| Neve (giorni)                           | 1,1  | 1,7  | 0,5 | 0   | 0   | 0   | 0   | 0   | 0   | 0   | 0,2 | 1,0 | 4,5  |

- Classificazione climatica: zona D, 2084 GR/G

## Storia
Il nucleo più antico della città mantiene intatto l'aspetto di borgo fortificato, ancora oggi visibile e racchiuso entro la cinta di mura medievali, della quale sopravvivono le porte di accesso e le torri come la cosiddetta Torre di Ponente, che ancora custodisce lo stemma del Comune.
Nel XV secolo vi aveva delle proprietà la potente famiglia dei Degli Oddi, che deteneva vari possedimenti sul Trasimeno (a Vernazzano, Montalera, Castiglione del Lago e altrove) e nel Chiugi, dove aveva la contea di Laviano.
Nel punto più alto della città sorge la Rocca, edificata in età medievale al cui interno è allestito il Museo delle barche, dove sono esposte alcune imbarcazioni del lago Trasimeno, di Piediluco, del Padule di Fucecchio mentre l'abitato si sviluppò soprattutto in epoca moderna, fra il Cinquecento e il Seicento. Nel XVI secolo videro la luce sia la chiesa di san Rocco, in stile rinascimentale, che il santuario della Madonna dell'Oliveto, progettato, probabilmente, da Mariotto Radi.

### Simboli
Lo stemma comunale è in uso anche se privo di decreto ufficiale di concessione.
Il gonfalone è un drappo di rosso.

## Monumenti e luoghi d'interesse
- Rocca risalente al periodo longobardo (V/VI secolo) è sita al centro del paese.

- Torre triangolare

- Villa del Pischiello un edificio del 1720 voluto come residenza estiva, in sostituzione della vicina Bastìa Corgna, da Uguccione II del Marchesato di Sorbello.

- chiesa di San Cristoforo, (chiesa del cimitero), antica pieve costruita prima del 1000 sulle rovine di un precedente tempio pagano.

- chiesa di San Rocco, quattrocentesca.

- chiesa di San Bernardino

- oratorio di San Rocco.

- santuario della Madonna dell'Uliveto, cinquecentesco, conserva opere pittoriche e scultoree di pregio come quella in pietra arenaria Madonna col Bambino di Ascanio da Cortona.

Nel piccolo borgo di Castel Rigone, si trova il Santuario della Madonna dei Miracoli, considerato uno dei capolavori del Rinascimento umbro.

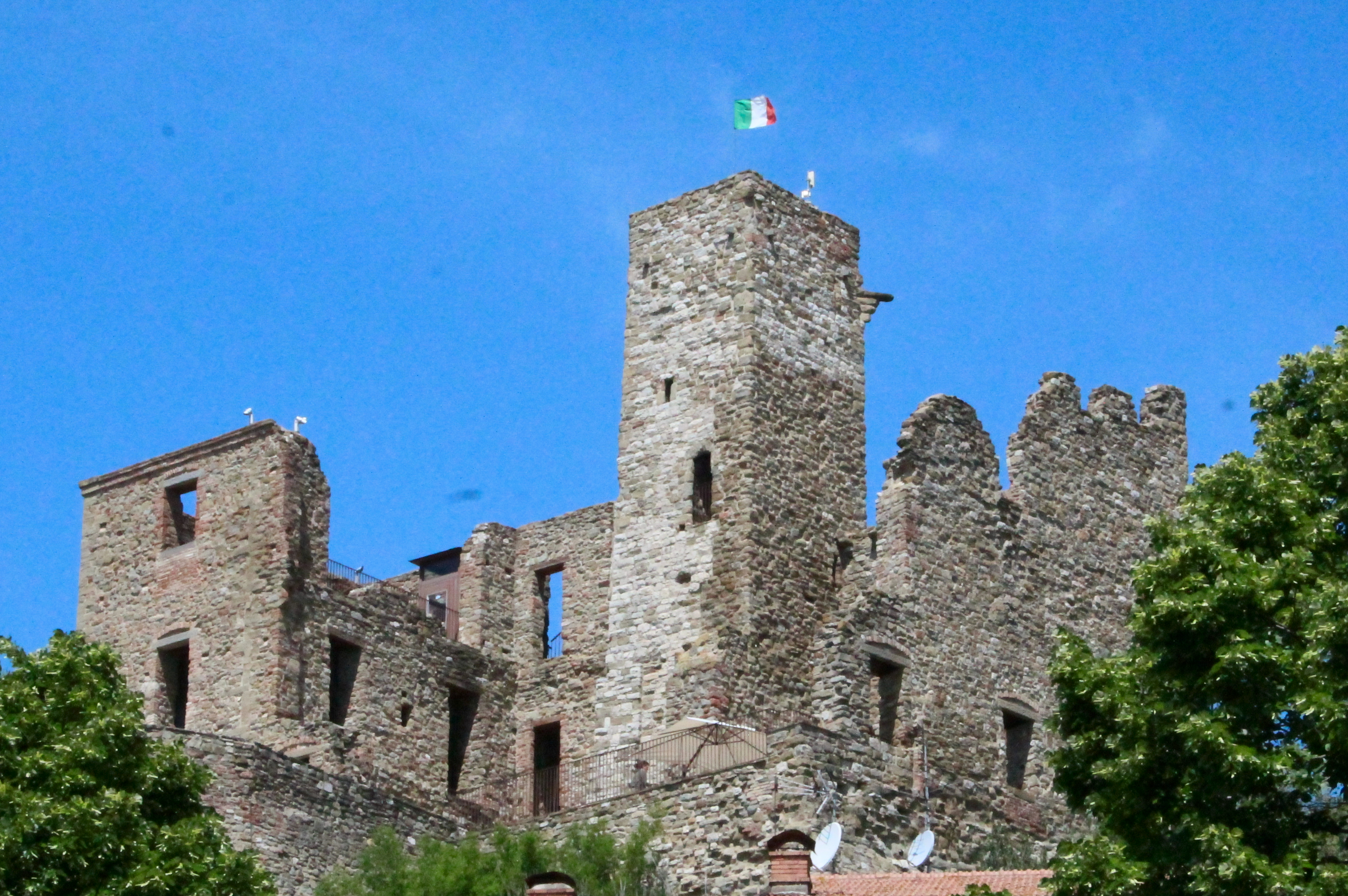
Rocca di Passignano
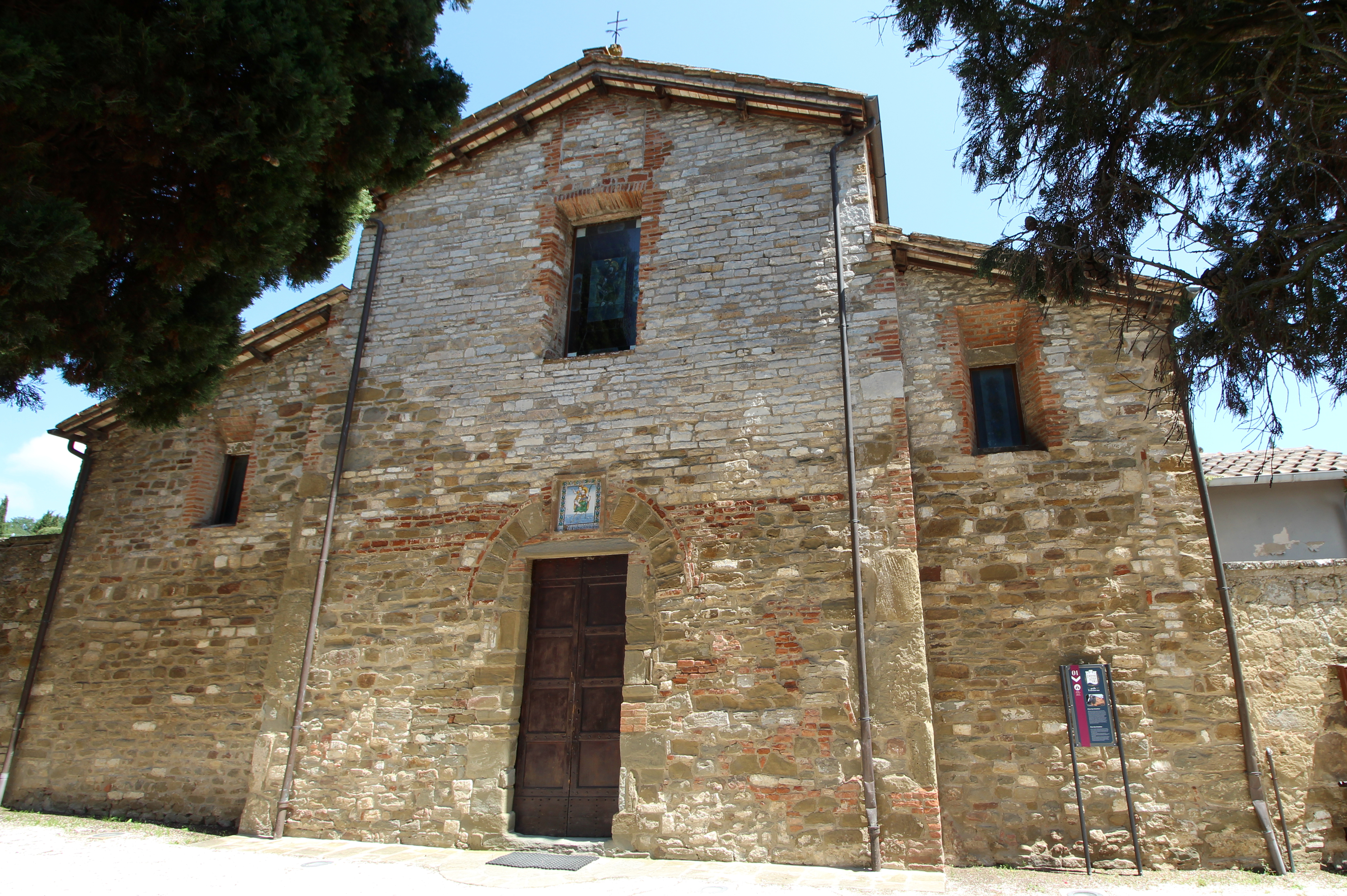
Chiesa di San Cristoforo
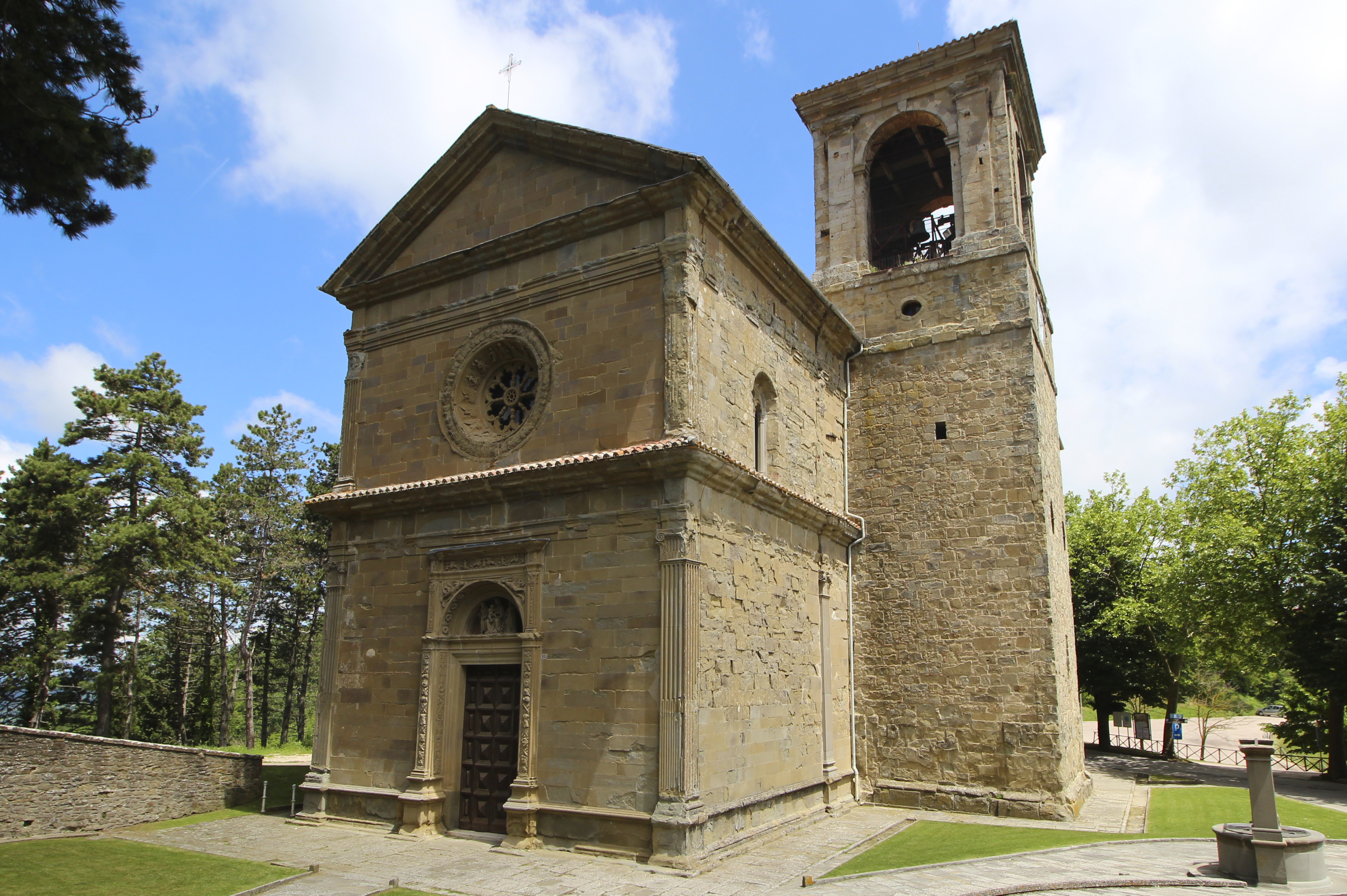
Santuario Madonna dei Miracoli
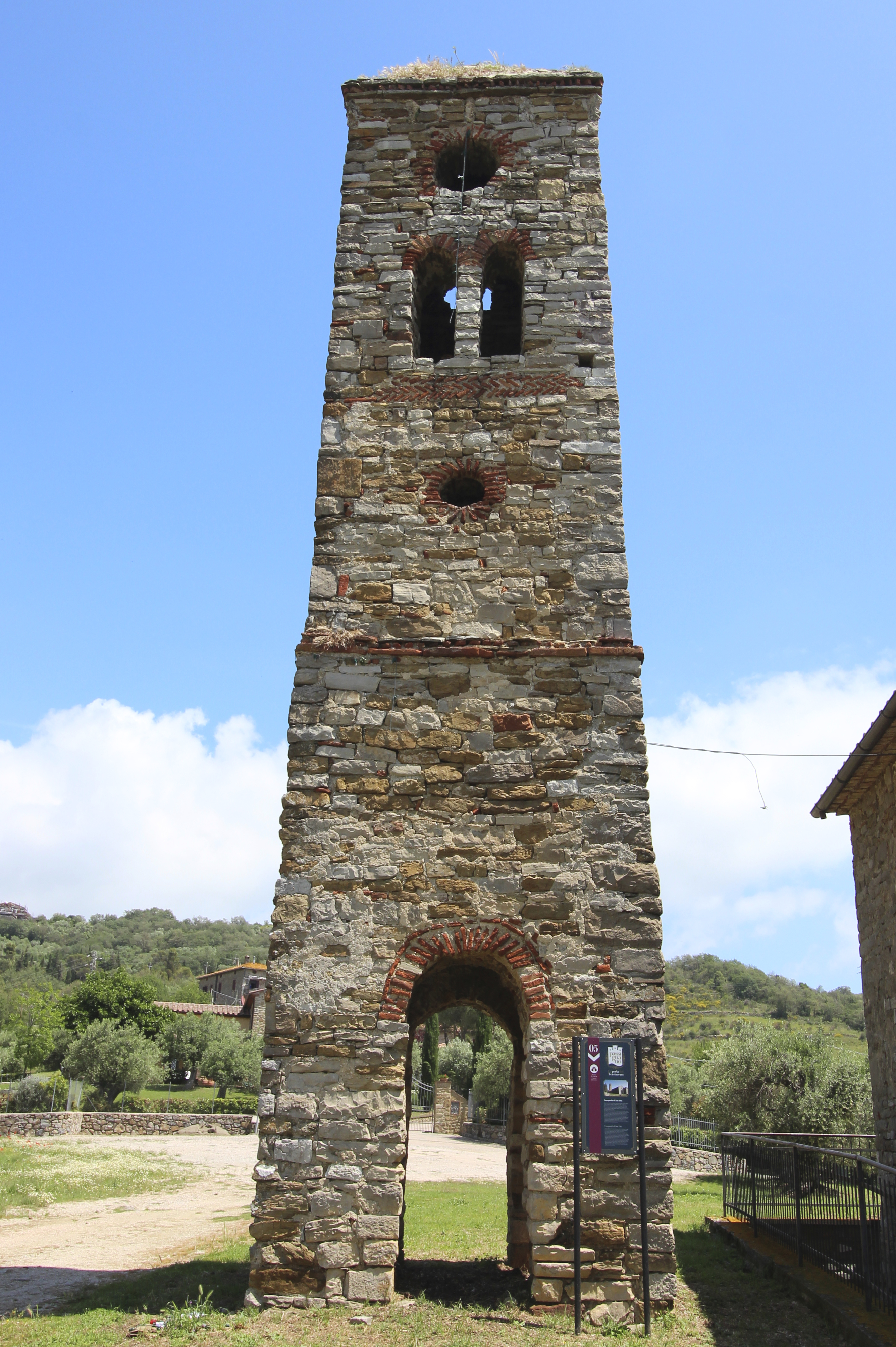
Campanile San Vito
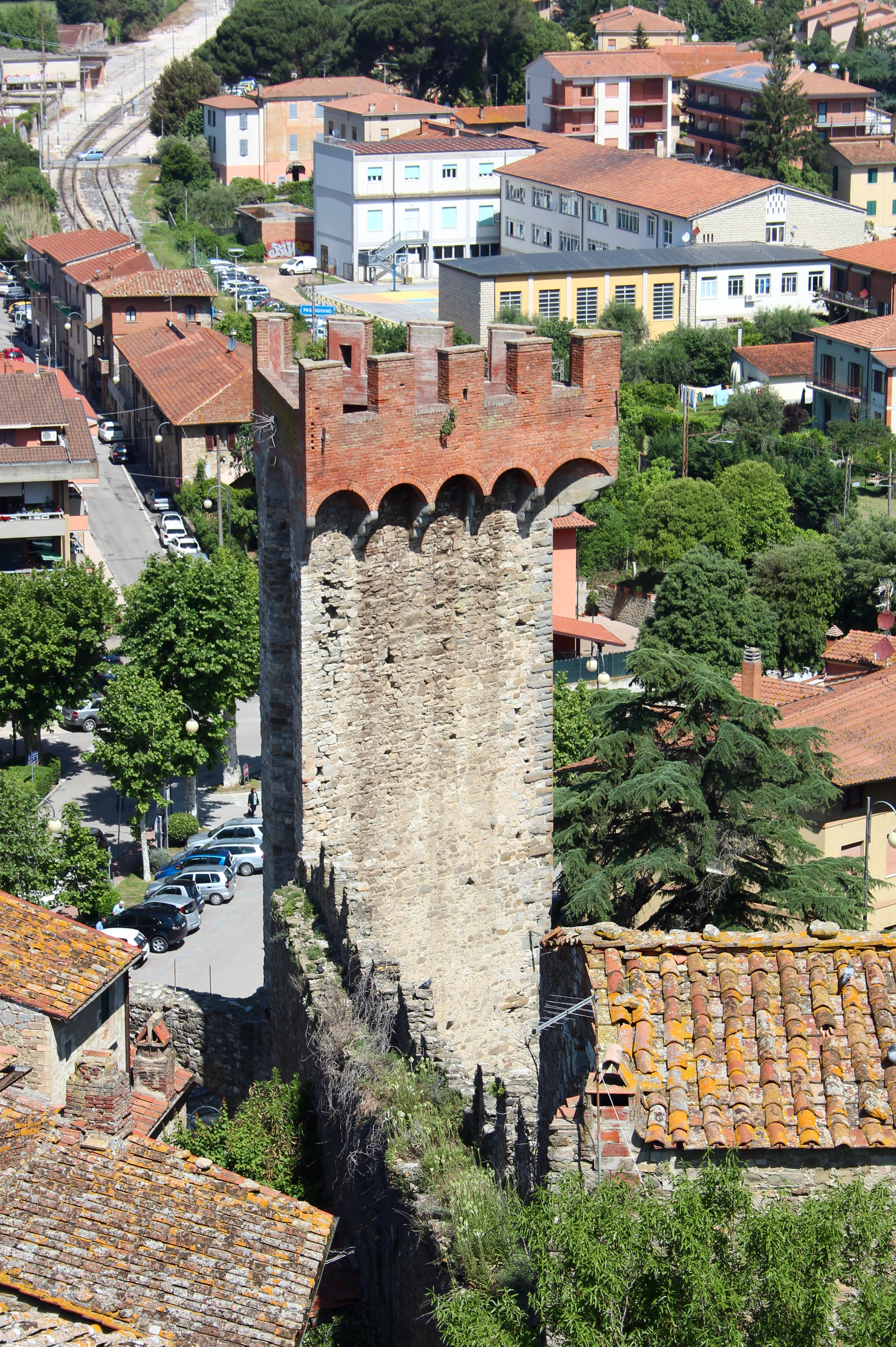
Torre Triangolare
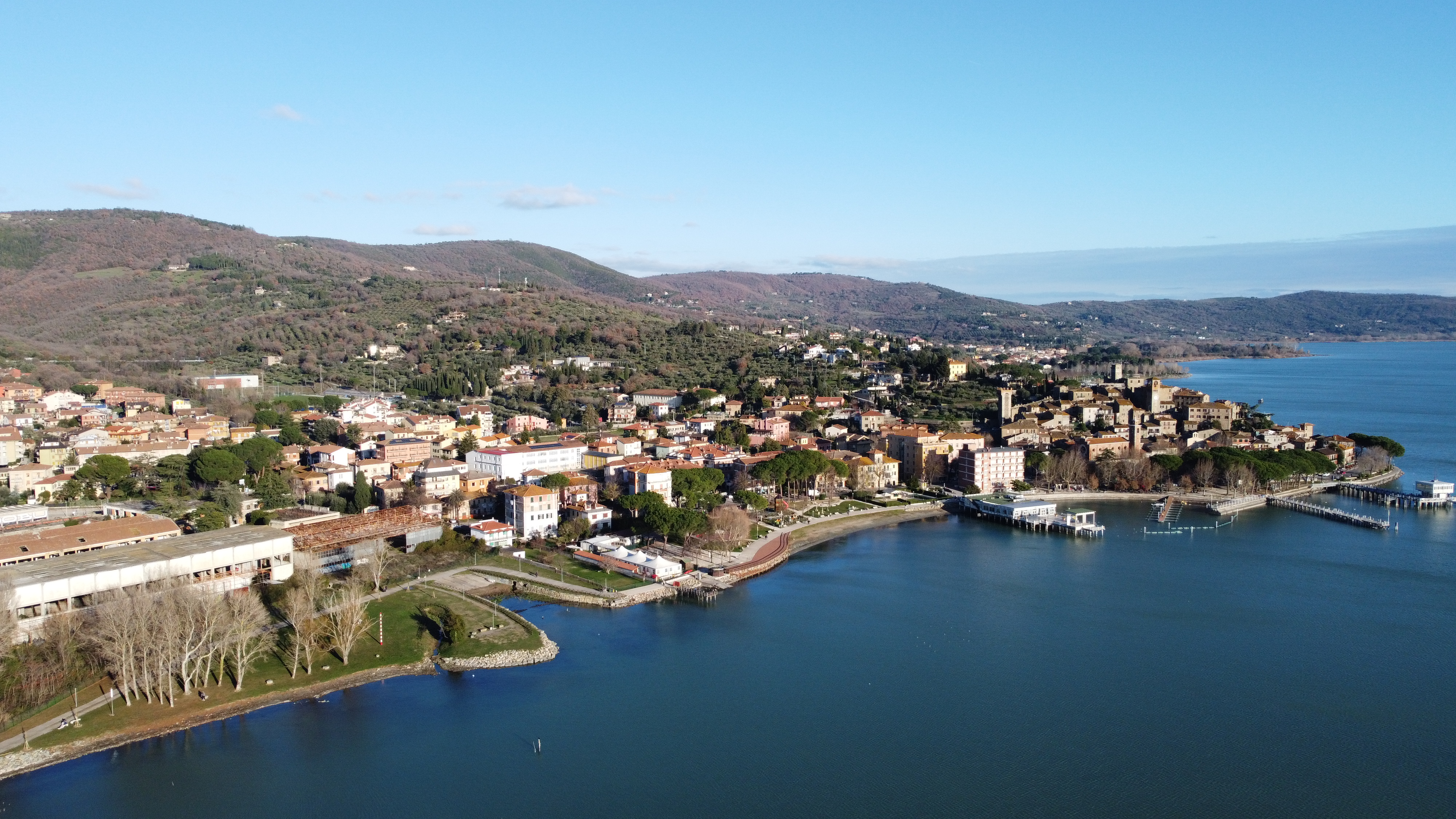
Veduta aerea Passignano sul Trasimeno (gennaio 2022)

## Società

### Evoluzione demografica
Abitanti censiti

### Etnie e minoranze straniere
Al 31 dicembre 2023 la popolazione straniera era di 545 persone, pari al 9,73 % dei residenti.

## Cultura

### Eventi

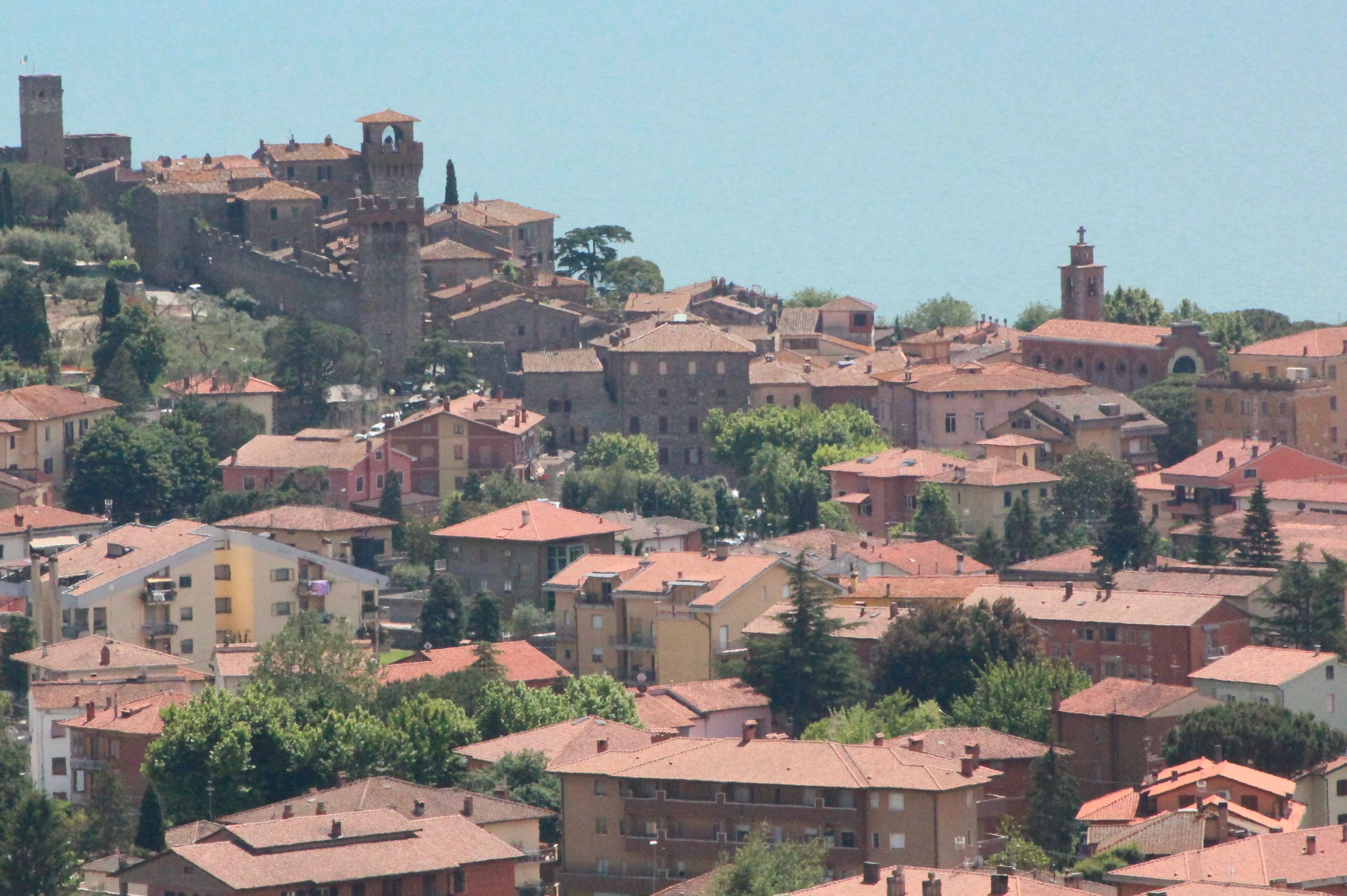
Panorama del centro storico

Nell'ultima settimana di luglio il paese di Passignano sul Trasimeno accoglie turisti ed organizza una delle manifestazioni popolari più interessanti del territorio: il Palio delle Barche, che rievoca l'ultimo atto delle ostilità tra le nobili famiglie perugine dei Baglioni e dei Degli Oddi, una sanguinosa battaglia che vide nel 1495 Passignano al centro delle operazioni militari, quando, un piccolo esercito della famiglia Degli Oddi dovette fuggire, barche in spalla, dal castello, inseguito dalle milizie dei Baglioni e dei Della Corgna. L'ultima domenica di luglio i quattro Rioni del Paese, il Centro Storico, Il Centro Nuovo o Centro Due, l'Oliveto e il San Donato, si affrontano in una competizione che prevede tre fasi. Nella prima le barche dei Rioni si sfidano in acqua sino a giungere al pontile del paese. Da qui barche in spalla inizia la velocissima corsa, quasi tutta all'interno del centro storico, con un tragitto tortuoso e difficile tra viuzze ripide e scalinate. Ritornati al molo i concorrenti riprendono poi la via del Lago per concludere la gara. Durante la settimana precedente i Rioni del Paese organizzano taverne nelle quali i visitatori possono degustare piatti tipici del Trasimeno e dove vengono intrattenuti con spettacoli e rappresentazioni storiche in costume. Dal lunedì al giovedì si svolgono le prove dei singoli Rioni partecipanti alla gara mentre il venerdì viene disputata la Prova Generale. Il sabato sera i Signori dei Rioni si incontrano in piazza per il Lancio della Sfida. Il Rione che detiene il Palio sfida gli altri ad una nuova gara. Tra gli eventi più attesi di tutta la settimana, seguito da migliaia di spettatori, è "L'Incendio del Castello", spettacolo pirotecnico musicato unico in Umbria nel suo genere, per la particolarità dei giochi di luce a ritmo di musica.

### Una rotonda sul mare

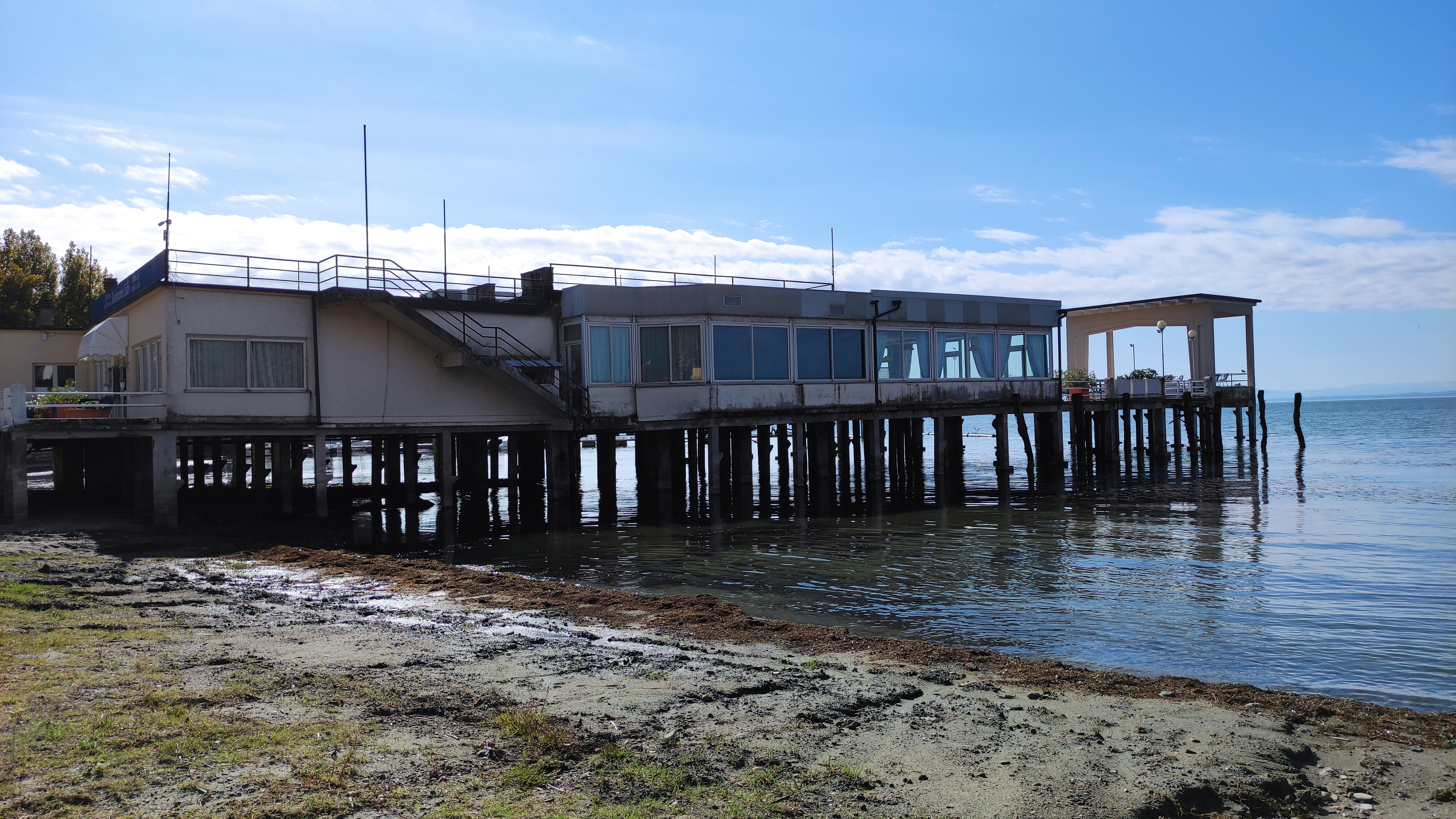
Terrazza del Ristorante Lidò

Il testo della canzone Una rotonda sul mare, interpretata da Fred Bongusto, è stato scritto da Franco Migliacci durante una serata sulla piattaforma sul lago che ospita il Ristorante Lidò: in origine dedicato ad essa è stato variato verso Senigallia (AN) dalla casa discografica.

## Economia

### Artigianato
Tra le attività economiche più tradizionali, diffuse e attive vi sono quelle artigianali, come la rinomata lavorazione del ferro battuto, finalizzata alla produzione di lampadari, lanterne, attrezzi domestici ed oggetti raffiguranti animali.

## Amministrazione
| Periodo        | Periodo          | Primo cittadino     | Partito                                                       | Carica                  | Note   |
| -------------- | ---------------- | ------------------- | ------------------------------------------------------------- | ----------------------- | ------ |
| 24 giugno 1985 | 2 giugno 1990    | Ilvano Rasimelli    | Partito Comunista Italiano                                    | Sindaco                 | [ 12 ] |
| 14 giugno 1990 | 23 aprile 1995   | Bruno Dini          | Partito Comunista Italiano Partito Democratico della Sinistra | Sindaco                 | [ 12 ] |
| 24 aprile 1995 | 13 giugno 1999   | Bruno Dini          | Lista civica                                                  | Sindaco                 | [ 12 ] |
| 14 giugno 1999 | 12 febbraio 2002 | Vladimiro Chellini  | Centro-sinistra                                               | Sindaco                 | [ 12 ] |
| 3 aprile 2002  | 26 maggio 2003   | Vittorio Saladino   |                                                               | Commissario prefettizio | [ 12 ] |
| 27 maggio 2003 | 14 aprile 2008   | Claudio Bellaveglia | Centro-destra                                                 | Sindaco                 | [ 12 ] |
| 15 aprile 2008 | 26 maggio 2013   | Claudio Bellaveglia | Centro-destra                                                 | Sindaco                 | [ 12 ] |
| 27 maggio 2013 | 10 giugno 2018   | Ermanno Rossi       | Passignano nel futuro                                         | Sindaco                 | [ 12 ] |
| 11 giugno 2018 | 14 maggio 2023   | Sandro Pasquali     | Per Passignano                                                | Sindaco                 | [ 12 ] |
| 15 maggio 2023 | "In carica"      | Sandro Pasquali     | Centrosinistra                                                | Sindaco                 | [ 12 ] |